# Castillo de Rabati
El castillo de Akhalrsikhe (en georgiano: რაბათის ციხე) es una fortaleza en Ajaltsije, Georgia. Establecido originalmente en el siglo IX como castillo de Lomisa, fue reconstruido por completo por los otomanos. La mayoría de los edificios que permanecen datan de los siglos XVII y XVIII.

## Historia

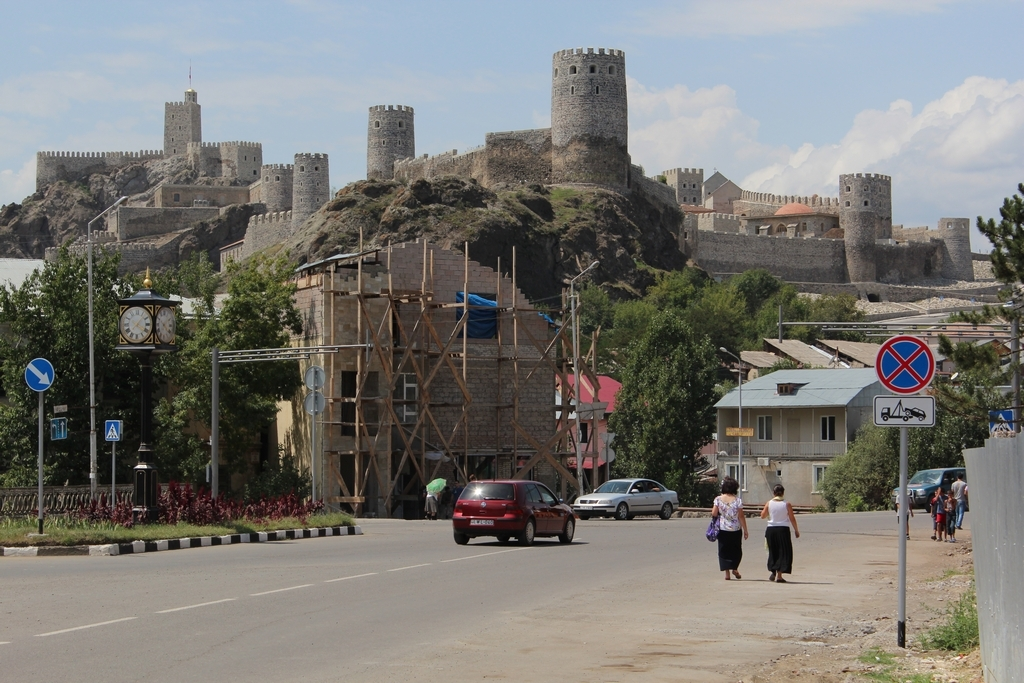
Castillo de Rabati en Akhaltsikhe, visto desde la ciudad

Según las Crónicas georgianas, la ciudad fue establecida en el siglo IX por Guaram Mampal, hijo del rey de Tao. Desde el siglo XIII hasta finales del siglo XIV fue la capital de Samtskhe-Saatabago, gobernada por la familia principesca georgiana (mtavari) y una dinastía gobernante del Principado de Samtskhe, la Casa de Jaqeli. 
En 1393 la ciudad fue atacada por los ejércitos de Tamerlán. A pesar de las invasiones turco-mongolas, la fortaleza resistió y continuó prosperando. Después del Tratado de Constantinopla en 1590, todo el territorio de Samtskhe-Saatabago quedó bajo el dominio del Imperio otomano. Los turcos la utilizaron principalmente para construir edificios defensivos. En 1752 se construyó la primera mezquita en Rabati. 
El  obispo John escribió a fines del siglo XVIII que "a pesar del hecho de que una gran parte de la población ha sido islamizada, todavía hay una iglesia ortodoxa en funcionamiento". Después de que se firmó el Tratado de Gueórguiyevsk entre el Reino de Kartli y el Imperio ruso, surgió la cuestión del destino de Ajaltsije. El primer intento de tomar la fortaleza en 1810 fracasó. El príncipe Paskévich asaltó exitosamente la fortaleza dieciocho años después, en la gran batalla de Akhalzic. Después del Tratado de Adrianópolis en 1829, los otomanos cedieron parte de la región de Akhaltiske.

## Renovación
La fortaleza y sus edificios adyacentes fueron ampliamente reconstruidos y renovados en 2011-2012 para atraer a más turistas a la zona.

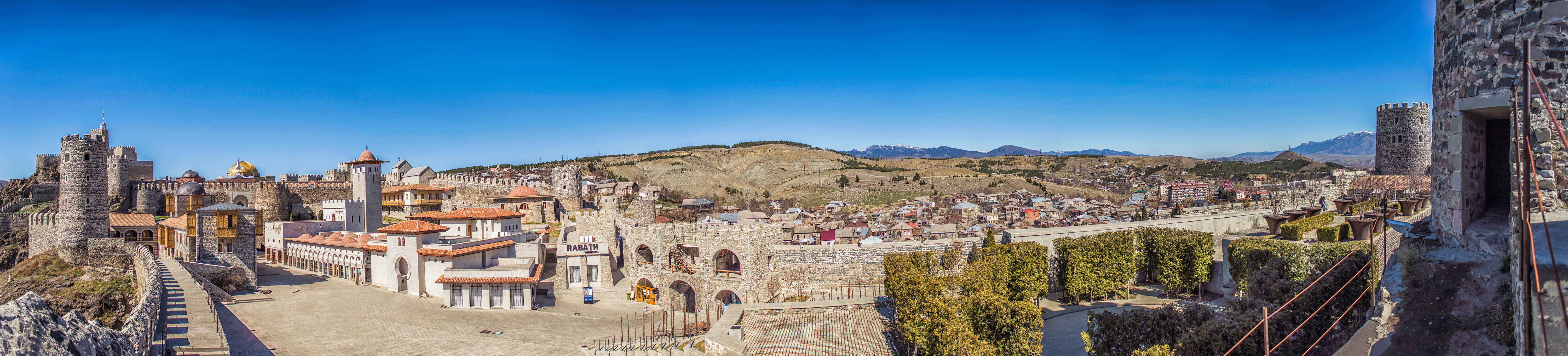
Panorama del castillo de Rabati